# 젤다의 전설 지혜의 투영
《젤다의 전설 지혜의 투영》(The Legend of Zelda: Echoes of Wisdom)은 2024년 닌텐도와 그레조가 개발하고 닌텐도가 닌텐도 스위치로 배급한 액션 어드벤처 게임이다. 젤다의 전설 시리즈의 메인 게임 중 처음으로 젤다 공주를 플레이어 캐릭터로 내세웠다.
플레이어는 요정 트리에게서 받은 마법의 트리 로드를 이용해 링크와 하이랄 왕국을 구하려는 젤다를 조작한다. 시각적 스타일은 그레조가 개발한 젤다의 전설 꿈꾸는 섬의 2019년 리메이크와 유사하다. 지혜의 투영은 전반적으로 호평을 받았다.

## 게임 플레이
플레이어는 마법의 트리 로드 능력을 사용해 자유롭게 사용할 수 있는 물체와 몬스터의 모방체인 "메아리"를 생성할 수 있는 젤다 공주를 조작한다. 그러나 소환할 수 있는 수량에는 제한이 있으며 각 메아리마다 비용이 다르다. 얼마나 많은 메아리를 생성할 수 있는지는 트리의 뒤에 보이는 삼각형의 수로 표시된다. 그녀는 또한 물체를 바인드(Bind)로 "묶어" 물체가 자신과 함께 움직이게 하거나, 리버스 바인드(Reverse Bind)를 사용해 물체와 함께 움직일 수 있다. 메아리를 이용해 적과 싸우게 하는 것 외에도, 젤다는 링크와 비슷한 모습의 검술사(Swordfighter) 형태로 변하는 검을 휘둘러 적과 직접 싸울 수 있다. 이 형태는 정체된 세계(Still World)에서 발견되는 에너지 구슬을 모아 에너지를 보충해야 하므로 제한된 시간 동안만 사용할 수 있다.
젤다는 메아리, 웨이포인트라고 불리는 패스트 트래블 지점, 도보, 또는 말을 타고 다양한 방법으로 이동할 수 있다. 그녀는 또한 의상이나 장비를 변경하고 재료를 조합하여 스무디를 구매할 수도 있다.

## 개요

### 배경과 등장인물
젤다의 전설 지혜의 투영은 가상 판타지 세계를 배경으로 한다. 시리즈의 연대기에서 지혜의 투영은 "몰락" 타임라인에 속하며, 젤다의 전설 신들의 트라이포스 사건 이후 젤다의 전설 트라이포스 삼총사와 오리지널 젤다의 전설 사이에 발생한다. 하이랄 외에도 이 게임은 하이랄과 연결된 정체된 세계(Still World)를 특징으로 하며, 각 균열은 다른 섹션으로 이어져 사람, 물체, 지형이 그곳으로 이동되어 시간이 멈춘다. 또한 젤다가 탐험하는 던전이 있으며, 각 던전에는 진행을 위해 물리쳐야 하는 보스가 있다.
하이랄의 많은 사람들이 게임 전반에 걸쳐 등장하며, 여기에는 겔드족, 강과 바다의 조라족, 고론족, 데크나무, 예티족이 포함된다. 담페는 메아리와 유사한 기능을 하는 자동인형을 만든다.

### 줄거리
가논돌프로부터 젤다를 구출하던 중, 링크는 신비한 균열에 빠져 정체된 세계(Still World)로 사라진다. 유사한 균열이 하이랄 전역에 나타나 왕과 그의 고문인 라이트 장군과 레프테 대신을 포함한 다른 사람들이 정체된 세계로 사라진다. 젤다가 하이랄 성으로 돌아오자, 왕과 고문의 사칭범들이 그녀에게 균열을 일으킨 책임을 전가하고 처형하기 위해 성의 지하 감옥에 가둔다. 젤다는 요정 트리(Tri)의 도움으로 탈출하고, 트리는 그녀에게 트리 로드를 주고 정체된 세계에 갇힌 사람들을 구출하기 위해 하이랄 전역을 여행하는 그녀와 동행한다.
그녀의 모험 동안, 그녀는 링크의 사칭범과 맞서고 하이랄 성에서 가논돌프와 맞서 그를 물리친 후 진짜 링크를 구출하지만, 가논돌프는 메아리를 생성하는 능력도 가진 원시적 악인 널(Null)이 만들어낸 사칭범으로 밝혀지고 링크를 붙잡는다. 젤다가 황금 여신들인 딘, 나이루, 파로레의 사당에 영향을 미치는 균열을 수리한 후, 그들은 널이 현실이 존재하기 전의 공허에 거주했으며, 유일한 존재로 남기 위해 생명이 발전할 때마다 생명을 소비했다고 설명한다. 여신들은 널을 봉인하기 위해 공허 위에 우주를 창조했고, 이로 인해 널은 그들에게 분노했다. 하이랄이 세워진 후, 널은 봉인을 깨뜨려 하이랄을 파괴하고 존재를 공허로 되돌리기 위해 균열을 만들려고 시도했다. 균열에 대응하기 위해 여신들은 트리를 보내 균열을 수리하고 그들의 목적이 달성되면 돌아오도록 했다.
널은 프라임 에너지를 차지하기 위해 젤다의 메아리를 만들려고 시도한다. 여신들은 젤다를 링크와 함께 프라임 에너지의 일부를 소유할 가치가 있다고 여겼다. 그러나 널은 불균형한 마음을 가지고 있어 힘의 트라이포스만을 얻었고, 지혜는 젤다에게, 용기는 링크로 이어지는 균열을 만들었다. 젤다의 메아리가 링크의 조각을 얻기 위해 들어가고, 젤다가 뒤를 쫓는다. 젤다는 자신과 같은 메아리를 물리치지만, 널은 트라이포스 조각을 얻고 하이랄 거의 전역에 걸쳐 거대한 균열을 만든다. 젤다는 링크를 해방시키고, 그들은 결국 널과 맞서 싸워 파괴한다. 완전한 트라이포스의 소원에 힘입어 트리는 균열을 수리하고 여신들에게 돌아가며, 젤다는 왕과 재회한다.

## 개발
지혜의 투영 개발은 링크의 모험 리메이크 개발이 완료된 후 새로운 2D 탑다운 젤다 게임으로 스위치용으로 시작되었으며, 원래 링크의 모험의 던전 편집기 시스템의 확장으로 기획되었으나 나중에 오리지널 게임이 되었다. 그레조의 사토시 테라다(Satoshi Terada) 감독과 닌텐도의 사노 토모미(Tomomi Sano) 감독은 시리즈 프로듀서 아오누마 에이지와 함께 게임을 작업하며 메아리 시스템과 링크 대신 젤다를 주인공으로 하는 등 새로운 아이디어를 제공했다. 테라다는 메아리 아이디어를 구상하는 데 어려움을 겪었는데, 개발팀은 너무 약하거나 너무 강하고 탑다운 및 측면 보기 모두에서 작동해야 하는 등 메아리가 야기할 수 있는 문제에 대해 우려했기 때문이다. 아오누마는 링크의 모험이 이러한 관점의 게임플레이를 결합하는 새로운 접근 방식을 제공한다고 느끼며 시리즈에 새로운 창의성과 혁신을 가져오고 싶어 했다. 그는 그레조에게 닌텐도 기획제작본부 3그룹과 함께 게임을 작업하도록 요청했는데, 그레조가 리메이크가 아닌 오리지널 젤다 게임을 작업하는 것은 이번이 처음이었기 때문이다. 이 게임은 링크의 모험의 2019년 리메이크와 유사한 아트 스타일을 특징으로 한다.
지혜의 투영은 젤다 공주가 주요 플레이어 캐릭터인 최초의 주요 젤다 게임이다. 그녀는 이전에 필립스 CD-i용 젤다: 완드 오브 가멜론 (1993)과 젤다의 모험 (1996)과 같은 타사에서 개발한 게임과 젤다무쌍 (2014) 및 케이던스 오브 하이랄 (2019)과 같은 스핀오프 게임에서 플레이할 수 있었다. 아오누마에 따르면, 원래는 링크가 주인공이 될 예정이었으나, 그는 플레이어들이 무기를 사용하는 것을 선호하여 메아리 시스템을 소홀히 할 것을 우려했다. 젤다를 주인공으로 만드는 것은 메아리 메커니즘에 대한 정당성을 제공하는 동시에 그녀가 플레이 가능하게 해달라는 팬들의 요청을 충족시켰다.
지혜의 투영은 2024년 6월 닌텐도 다이렉트에서 발표되었으며, 2024년 9월 26일 출시되었다.

## 평가
젤다의 전설 지혜의 투영은 리뷰 애그리게이터 메타크리틱에 따르면 비평가들로부터 "전반적으로 호의적인" 평가를 받았으며, 오픈크리틱에 따르면 비평가 중 92%가 이 게임을 추천했다. 일본에서는 패미통의 네 명의 비평가가 이 게임에 총점 40점 만점에 36점을 주었다. 대부분의 비평가들은 플레이어에게 주는 자유로움을 칭찬했다. 주된 비판은 프레임 레이트가 가변적인 스위치에서의 게임 성능과 게임 플레이 중 메아리를 선택하는 데 사용되는 메뉴 시스템에 집중되었다. 총 127개의 메아리가 있으며, 이를 선택하는 방식은 긴 아이콘 줄을 옆으로 스크롤하는 것이다. 이 점에 대해 사토시 테라다 감독은 이는 플레이어들이 실험하도록 장려하는 방법이며, "미처気づかなかったメアリーと出会うことができる" 방법이라고 언급했다.

### 판매
일본에서 지혜의 투영은 출시 첫 주에 200,121장의 실물 판매량을 기록하며 그 주에 가장 많이 팔린 소매 게임이 되었다. 2024년 11월까지 이 게임은 전 세계적으로 258만 장이 판매되었다.

### 수상
| 연도 | 시상식                      | 부문                                | 결과 | Ref.   |
| ---- | --------------------------- | ----------------------------------- | ---- | ------ |
| 2024 | 골든 조이스틱 어워즈        | 올해의 콘솔 게임                    | 후보 | [ 28 ] |
| 2024 | 더 게임 어워즈 2024         | 최우수 액션/어드벤처 게임           | 후보 | [ 29 ] |
| 2024 | 더 게임 어워즈 2024         | 최우수 가족 게임                    | 후보 | [ 29 ] |
| 2025 | 제28회 D.I.C.E. 어워드      | 올해의 어드벤처 게임                | 후보 | [ 30 ] |
| 2025 | NAVGTR 어워드 2024          | 컨트롤 디자인, 2D 또는 제한된 3D/VR | 수상 | [ 31 ] |
| 2025 | NAVGTR 어워드 2024          | 컨트롤 정밀도                       | 후보 | [ 31 ] |
| 2025 | NAVGTR 어워드 2024          | 게임 플레이 디자인, 프랜차이즈      | 후보 | [ 31 ] |
| 2025 | NAVGTR 어워드 2024          | 올해의 게임                         | 후보 | [ 31 ] |
| 2025 | NAVGTR 어워드 2024          | 게임, 프랜차이즈 가족               | 후보 | [ 31 ] |
| 2025 | 제21회 영국 아카데미 게임상 | 최우수 게임                         | 후보 | [ 32 ] |
| 2025 | 제21회 영국 아카데미 게임상 | 가족                                | 후보 | [ 32 ] |
| 2025 | 제21회 영국 아카데미 게임상 | 게임 디자인                         | 후보 | [ 32 ] |

### 참조주
1. ↑  Holt, Kris (2024년 6월 18일). “The Legend of Zelda: Echoes of Wisdom will finally let you play as Zelda herself”. 《Engadget》. 2024년 7월 8일에 원본 문서에서 보존된 문서. 2024년 6월 18일에 확인함.
2. 1 2  McWhertor, Michael (2024년 6월 18일). “New Legend of Legend of Zelda game finally makes Zelda the playable hero of Hyrule”. 《Polygon》 (미국 영어). 2024년 6월 25일에 원본 문서에서 보존된 문서. 2024년 6월 18일에 확인함.
3. 1 2  Gach, Ethan (2024년 8월 5일). “New Zelda: Echoes Of Wisdom Trailer Proves Its World Is Anything But A Link To The Past Remix”. 《Kotaku》 (영어). 2024년 9월 20일에 원본 문서에서 보존된 문서. 2024년 8월 5일에 확인함.
4. ↑  Dinsdale, Ryan (2024년 8월 5일). “The Legend of Zelda: Echoes of Wisdom Gets Deep Dive in Traversing Hyrule Trailer”. 《IGN》 (영어). 2024년 8월 13일에 원본 문서에서 보존된 문서. 2024년 8월 5일에 확인함.
5. 1 2  Romano, Sal (2024년 8월 30일). “The Legend of Zelda: Echoes of Wisdom 'Into the Still World, a Journey Continued' trailer”. 《Gematsu》 (미국 영어). 2024년 9월 20일에 원본 문서에서 보존된 문서. 2024년 8월 31일에 확인함.
6. 1 2  Hagues, Alana (2024년 8월 30일). “Zelda: Echoes Of Wisdom Trailer Introduces Us To The 'Still World' And Dungeons”. 《Nintendo Life》 (영국 영어). 2024년 9월 20일에 원본 문서에서 보존된 문서. 2024년 8월 30일에 확인함.
7. ↑  McWhertor, Michael (2024년 8월 5일). “New Zelda: Echoes of Wisdom trailer reveals the cutest dang horses”. 《Polygon》 (미국 영어). 2024년 9월 20일에 원본 문서에서 보존된 문서. 2024년 8월 5일에 확인함.
8. ↑  “Ask the Developer Vol. 13, The Legend of Zelda: Echoes of Wisdom — Part 1”. 《Nintendo》. 2024년 9월 23일.
9. ↑  “Ask the Developer Vol. 13, The Legend of Zelda: Echoes of Wisdom — Part 1 – News – Nintendo Official Site”. 《www.nintendo.com》 (미국 영어). 2024년 10월 7일에 원본 문서에서 보존된 문서. 2024년 10월 4일에 확인함.
10. 1 2  Reed, Chris (2024년 6월 26일). “The Legend of Zelda: Echoes of Wisdom Is Available for Preorder”. 《IGN》. 2024년 6월 27일에 원본 문서에서 보존된 문서. 2024년 7월 3일에 확인함.
11. ↑  Andrews, Hayley (2019년 6월 19일). “The internet is losing it over Zelda's newfound independence in the next Legend of Zelda game”. 《Dot Esports》. 2024년 6월 20일에 원본 문서에서 보존된 문서. 2024년 8월 17일에 확인함.
12. ↑  “Ask the Developer Vol. 13, The Legend of Zelda: Echoes of Wisdom — Part 3 – News – Nintendo Official Site”. 《www.nintendo.com》 (미국 영어). 2024년 10월 7일에 원본 문서에서 보존된 문서. 2024년 10월 4일에 확인함.
13. 1 2  “The Legend of Zelda: Echoes of Wisdom Reviews”. 《메타크리틱》. 2025년 1월 1일에 원본 문서에서 보존된 문서. 2024년 9월 25일에 확인함.
14. 1 2  “The Legend of Zelda: Echoes of Wisdom Reviews”. 《오픈크리틱》. 2024년 9월 25일. 2025년 1월 1일에 원본 문서에서 보존된 문서. 2024년 9월 30일에 확인함.
15. ↑  Castle, Katharine (2024년 9월 25일). “The Legend of Zelda: Echoes of Wisdom review — a rebellious remix of past and present”. 《유로게이머》. 2024년 10월 7일에 원본 문서에서 보존된 문서. 2024년 9월 25일에 확인함.
16. 1 2  Romano, Sal (2024년 9월 25일). “Famitsu Review Scores: Issue 1867”. 《Gematsu》. 2025년 5월 20일에 확인함.
17. ↑  Hilliard, Kyle (2025년 3월 24일). “The Legend of Zelda: Echos of Wisdom Review: Pulled in Two Directions”. 《게임 인포머》. 2025년 3월 26일에 확인함.
18. ↑  Petite, Steven (2024년 9월 25일). “The Legend Of Zelda: Echoes Of Wisdom Review — A Link Between Eras”. 《게임스팟》. 2024년 9월 25일에 확인함.
19. ↑  Machkovech, Sam (2024년 9월 25일). “The Legend of Zelda: Echoes of Wisdom review — "A refreshing, magic-filled retool of the Link's Awakening engine"”. 《GamesRadar+》. 2024년 11월 25일에 원본 문서에서 보존된 문서. 2024년 9월 25일에 확인함.
20. ↑  Marks, Tom (2024년 9월 25일). “The Legend of Zelda: Echoes of Wisdom Review”. 《IGN》. 2024년 9월 25일에 확인함.
21. ↑  Hagues, Alana (2024년 9월 25일). “Review: The Legend Of Zelda: Echoes Of Wisdom (Switch) – A Bold Blend Of Old & New That Ranks With The Series' Best”. 《Nintendo Life》 (영국 영어). 2024년 9월 30일에 확인함.
22. ↑  Khan, Asif (2024년 9월 25일). “The Legend of Zelda: Echoes of Wisdom review: Reverberations of courage”. 《섁뉴스》. 2024년 9월 29일에 원본 문서에서 보존된 문서. 2024년 9월 25일에 확인함.
23. ↑  MacDonald, Keza (2024년 9월 25일). “The Legend of Zelda: Echoes of Wisdom review — a lot to learn”. 《가디언》. 2024년 9월 25일에 확인함.
24. ↑  Billcliffe, James (2024년 9월 25일). “Zelda Echoes of Wisdom review”. 《VG247》. 2024년 10월 7일에 원본 문서에서 보존된 문서. 2024년 9월 25일에 확인함.
25. ↑  Richardson, Tom (2024년 11월 11일). “Zelda's makers reflect on the princess's first big adventure”. 《영국방송공사》. 2024년 11월 12일에 원본 문서에서 보존된 문서. 2024년 11월 13일에 확인함.
26. ↑  Romano, Sal (2024년 10월 3일). “Famitsu Sales: 9/23/24 – 9/29/24”. Gematsu. 2024년 10월 7일에 원본 문서에서 보존된 문서. 2024년 10월 3일에 확인함.
27. ↑  Romano, Sal (2024년 11월 5일). “Switch worldwide sales top 146.04 million, The Legend of Zelda: Echoes of Wisdom tops 2.58 million”. Gematsu. 2024년 11월 5일에 확인함.
28. ↑  West, Josh (2024년 10월 8일). “Astro Bot and Final Fantasy 7 Rebirth lead the shortlist for the Golden Joystick Awards 2024, nudging out Helldivers 2 and Balatro for the most nominations”. 2024년 10월 4일에 원본 문서에서 보존된 문서. 2024년 11월 20일에 확인함.
29. ↑  Jackson, Destiny (2024년 11월 18일). “The Game Award Nominations: 'Final Fantasy VII Rebirth' Slices Its Way To Leading Seven Nominations”. 《데드라인》. 2024년 11월 19일에 원본 문서에서 보존된 문서. 2024년 11월 20일에 확인함.
30. ↑  Bankhurst, Adam (2025년 2월 14일). “DICE Awards 2025 Winners: The Full List”. 《IGN》. 2025년 2월 14일에 확인함.
31. ↑  “Metaphor: ReFantazio wins Game of the Year from NAVGTR”. 《NAVGTR》. 2025년 3월 25일. 2025년 3월 25일에 확인함.
32. ↑  Saunders, Toby (2024년 12월 10일). “BAFTA Games Awards 2025: Longlist and when to watch”. 《라디오 타임스》 (영국 영어). 2024년 12월 13일에 원본 문서에서 보존된 문서. 2024년 12월 13일에 확인함.